# Wolfgang Palz
Wolfgang Palz (* 6. Juli 1937 in St. Wendel, Saar) ist ein deutscher Physiker und Autor.

## Leben und Beruf
Wolfgang Palz promovierte 1965 am Institut für Angewandte Physik an der Universität Karlsruhe zum Dr. rer. nat. Seine Doktorarbeit betraf die Beeinflussung der Infrarotempfindlichkeit des Photovoltaikeffektes in Cadmiumsulfid (CdS)-Monokristallen durch Verunreinigungen. Die Dissertation mit dem Titel Minoritätsträger Cadmiumsulfid veröffentlichte er auch in der Zeitschrift Physica Status Solidi.
Von 1965 bis 1970 war er Professor für Halbleitertechnik an der Grande École ENSEM der Universität Nancy, Frankreich.
Es folgten sechs Jahre Entwicklungstätigkeit von Photovoltaik für Satelliten und Ballone am Centre national d’études spatiales (CNES, Zentrum der französischen Weltraumbehörde) in Paris. Während dieser Zeit organisierte er in 1973 den Photovoltaik-Teil eines UNESCO-Kongress unter dem Titel The Sun in the Service of Mankind und publizierte Bücher über die solare Energiegewinnung, so das Werk Solar Electricity, welches die UNESCO in sieben Sprachen veröffentlichte.
Palz war einer der Initiatoren bei der Gründung der Firma Photon Power in El Paso (Texas), welche CdS-Dünnschichtsolarzellen herstellen sollte. Die Produktion solcher Zellen wurde jedoch schon 1978 aufgegeben.
1977 wurde er durch die Europäische Kommission nach Brüssel berufen, wo er über 20 Jahre Leiter des Departements für Erneuerbare Energien (umfassend solarthermische Systeme und Photovoltaik, Wind- und Wellenenergie sowie Gewinnung von Energie aus Biomasse) wurde. Von 1998 bis zur altersbedingten Pensionierung 2001 vertrat Palz die Interessen der erneuerbaren Energien im Amt der EU für Entwicklungshilfe in Afrika und der Karibik.
Palz war Mitinitiant europäischer Solarenergiekonferenzen, insbesondere der internationalen Solar Photovoltaic Energy Conference, welche seit 1977 stattfindet.
Er startete auch die European Biomass Conference, welche sich der Nutzung von Biomasse zur Energiegewinnung widmet und seit 1980 jährlich stattfindet.
Palz gründete zudem in den 1980er-Jahren die European Photovoltaic Industry Association (EPIA).
Auf sein Bestreben hin führte die Europäische Kommission den Becquerel-Preis ein, um ab 1989 jährlich eine Einzelperson mit besonderen Verdiensten auf dem Gebiet der Photovoltaik auszuzeichnen. 2003 wurde er selbst mit diesem Preis ausgezeichnet.
In den 1990er-Jahren förderte die EU im Rahmen des Teilprogramms Renewable Energies in Architecture and Design (READ) Grossprojekte wie den Neubau des Reichstags oder den neuen Satellitenstadtteil Pichling von Linz in Österreich (solarCity Linz). Palz wirkte beim Beizug bekannter Architekten wie Norman Foster sowie der Energieversorgungstechnik als Berater mit.
Von 2000 bis 2002 war er Mitglied einer Kommission des Deutschen Bundestages in Berlin zur Definition von Energiezielen für Deutschland bis ins Jahr 2050.
Palz setzte sich im zweiten Teil seiner Berufslaufbahn besonders für den Einsatz erneuerbarer Energien in der Dritten Welt ein. So war er 2006 Mitorganisator der Great Wall Solar Energy Conference in Peking.
Palz ist Vorsitzender des World Council Renewable Energy, Bonn/Paris.

## Auszeichnungen
- 2002 Bundesverdienstkreuz am Bande[3][8]
- 2003 Becquerel-Preis der Photovoltaik[2]
- 2003 Poul laCour Prize der European Wind Energy Association
- 2005 Johannes-Linneborn-Preis European Energy from Biomass[9]
- 2010 Schweizer Solarpreis[3]
- 2011 International Solar Energy Society (ISES) Global Leadership Award in Advancing Solar Energy Policy[8]

## Publikationen
- Wolfgang Palz: Solar Electricity. UNESCO, Paris, in sieben Sprachen, 1976–1978
- Michael R. Starr, Wolfgang Palz: Photovoltaischer Strom für Europa. Verlag TÜV Rheinland, Köln 1987
- M.Imamura, P.Helm, W.Palz: PV System Technology, A European Handbook. Stephens & Associates, UK, 1992, ISBN 0-9510271-9-0
- E. Hau, J. Langenbrinck, W. Palz: WEGA Large Wind Turbines. Springer-Verlag 1993, ISBN 3-540-56592-2
- G. Wrixon, A-M. Rooney, W. Palz: Renewable Energy – 2000. Contributions from over 80 European experts on behalf of EUREC Agency. Springer-Verlag, 1993, ISBN 3-540-56882-4
- Wolfgang Palz et al.: Power for the World: The Emergence of Electricity from the Sun. Pan Stanford Publishing, Singapore, 2011,[7] ISBN 978-981-4303-37-8
- Wolfgang Palz (Hrsg.): Solar Power for the World. CRC Press, 2014
- Preben Maegaard, Anna Krenz, Wolfgang Palz (Hrsg.): Wind Power for the World. CRC Press, Boca Raton, FL, 2013, ISBN 978-981-4411-90-5
- Wim P. M. van Swaaij, Sascha R. A. Kersten, Wolfgang Palz (Hrsg.): Biomass Power for the World. CRC, UK, 2015, CRC Press, 2015, ISBN 978-981-4613-88-0.
- Wolfgang Palz: The Triumph of the Sun: The Energy of the New Century. Pan Stanford Publishing, Singapore, 2018, ISBN 978-981-4800-06-8